# 26400 Roshanpalli
26400 Roshanpalli este un asteroid din centura principală de asteroizi.

## Descriere
26400 Roshanpalli este un asteroid din centura principală de asteroizi. A fost descoperit pe 15 noiembrie 1999 la Socorro, New Mexico, în cadrul proiectului LINEAR. Asteroidul prezintă o orbită caracterizată de o semiaxă mare de 2,26 ua, o excentricitate de 0,15 și o înclinație de 5,1° în raport cu ecliptica.